# Devchuli
Devchuli (Nepali देवचुली Devchuli) ist eine Stadt (Munizipalität) im Distrikt Nawalparasi (Bardaghat Susta East) in der nepalesischen Provinz Gandaki. 
Devchuli liegt am Westufer des Narayani im mittleren Terai. Die Fernstraße Mahendra Rajmarg verläuft durch Devchuli. Die Stadt entstand 2014 durch Zusammenlegung der Village Development Committees Devchuli, Dibyapuri und Pragatinagar. Das Stadtgebiet umfasst 112,72 km².

## Einwohner
Bei der Volkszählung 2011 hatten die VDCs, aus welchen die Stadt Devchuli entstand, 31.484 Einwohner (davon 14.495 männlich) in 6830 Haushalten.